# Хартумський університет
Хартумський університет (араб. جامعة الخرطوم, англ. University of Khartoum) — державний університет у Хартумі, найбільший і найстаріший університет Судану. Був заснований як Меморіальний коледж Гордона в 1902 році та перетворений на університет у 1956 році, коли Судан здобув незалежність.
Він охоплює кілька інститутів і дослідницьких центрів, університетських лікарень, видавництво, Суданську бібліотеку. Університет характеризується свободою вираження поглядів і брав активну участь у кількох революціях.

## Історія

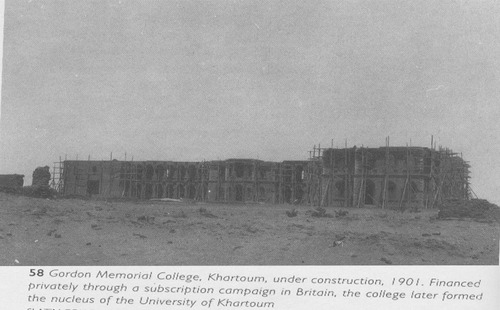
Будівництво Меморіального коледжу Гордона в 1901 році

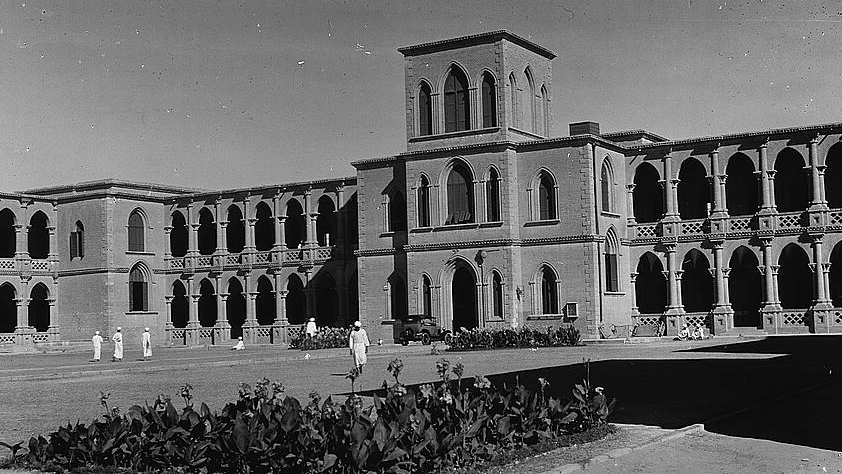
Коледж Гордона, 1936 рік

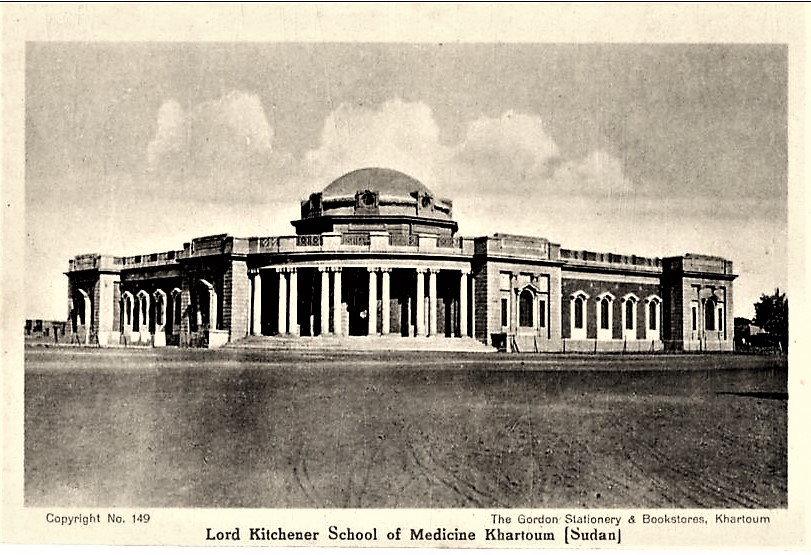
, Хартум, 1937

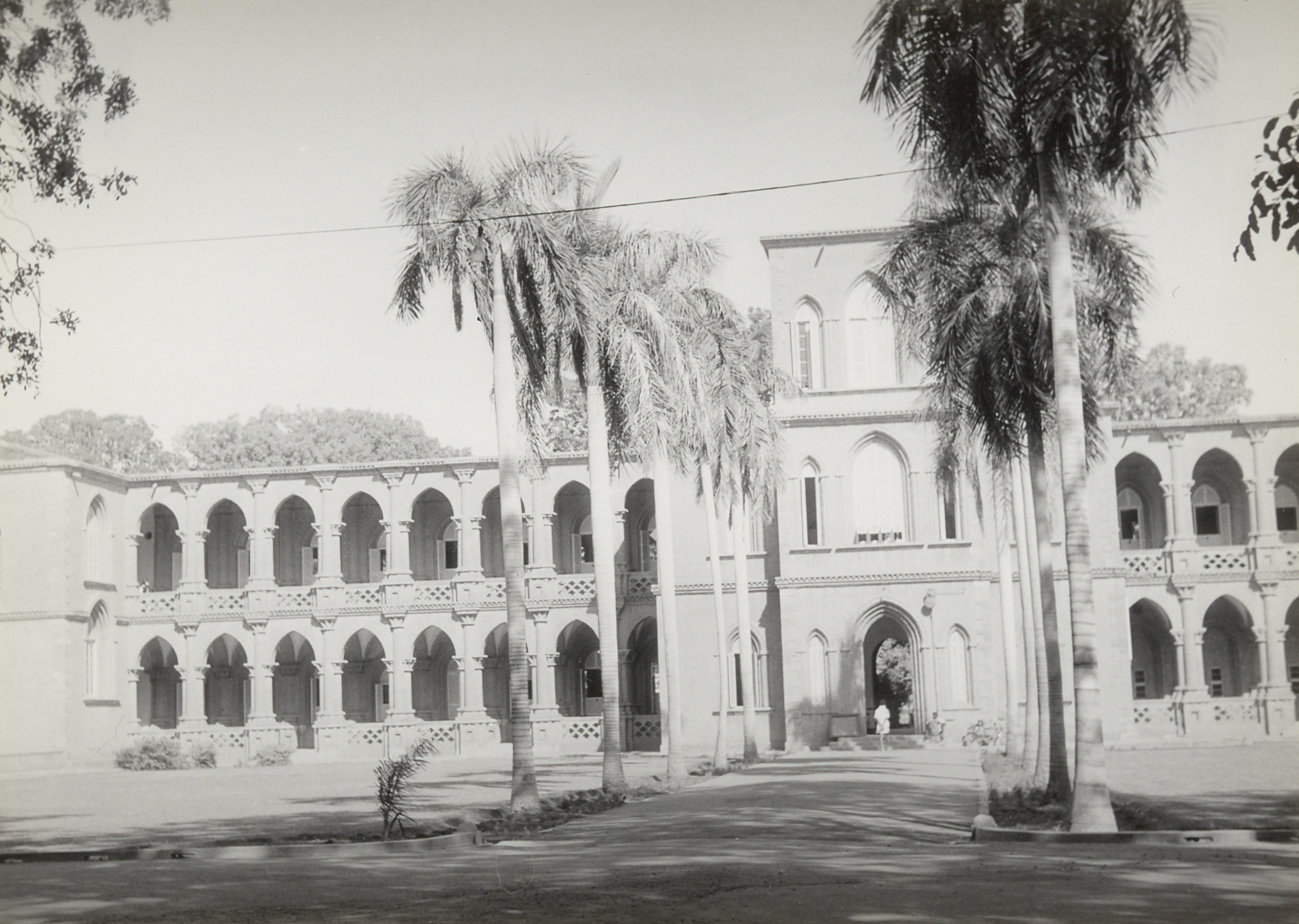
Головний корпус Хартумського університету, 1961 рік

У 1898 році після того, як Британія отримала контроль над Суданом в рамках кондомініуму, лорд Кітченер запропонував заснувати коледж в пам'ять про Чарльза Джорджа Гордона, який загинув у битві за Хартум. Необхідні для будівництва коледжу пожертви в розмірі 100 000 фунтів стерлінгів зібрали за шість тижнів, і Меморіальний коледж Гордона відкрили 1902 року. Він включав промислову школу, дві вищі початкові школи та невеликий центр підготовки вчителів.
До 1906 року коледж також пропонував програми для підготовки помічників інженерів, землемірів та вчителів початкової школи. В 1905 році завдяки пожертвам Генрі Велкома була створена перша лабораторія для бактеріологічного аналізу. При коледжі працювала також військова школа.
У 1924 році вирішили зробити коледж повноцінним середнім освітнім закладом. Початкові та військові школи ліквідували. Тепер коледж включав освітні програми з шаріату, інженерії та геодезії, освіти (підготовка вчителів), канцелярської роботи, бухгалтерського обліку та науки. Того року також була заснована Кітченерська школа медицини, перша медична школа в Судані. 
1936 в коледжі була заснована школа права, 1938 — школа сільського господарства та ветеринарії, 1939 — школа науки та техніки, 1940 — школа мистецтв. 1947 року коледж був афілійований з Лондонським університетом як перший закордонний учасник схеми «особливих відносин». Перші випускники, які отримали дипломи Лондонського університету, завершили навчання в 1950 році. Наступного року Меморіальний коледж Гордона був перейменований на Хартумський університетський коледж. До складу коледжу також увійшла медична школа Кітченера.
Коли Судан отримав незалежність у 1956 році, новий парламент прийняв законопроєкт про надання Хартумському університетському коледжу статусу університету. Він офіційно став Хартумським університетом 24 липня 1956 року. Видатний вчений-садівник Джон Пілкінгтон Гадсон був запрошеним професором у 1961—1963 роках і заснував в університеті кафедру садівництва.
5 квітня 1984 року уряд оголосив про закриття всіх факультетів університету. Університет відкрився тільки 1 серпня.
Ще кілька разів університет закривався після військового перевороту 1989 року через інтенсивну участь його студентів у продемократичних акціях. 

## Кампуси

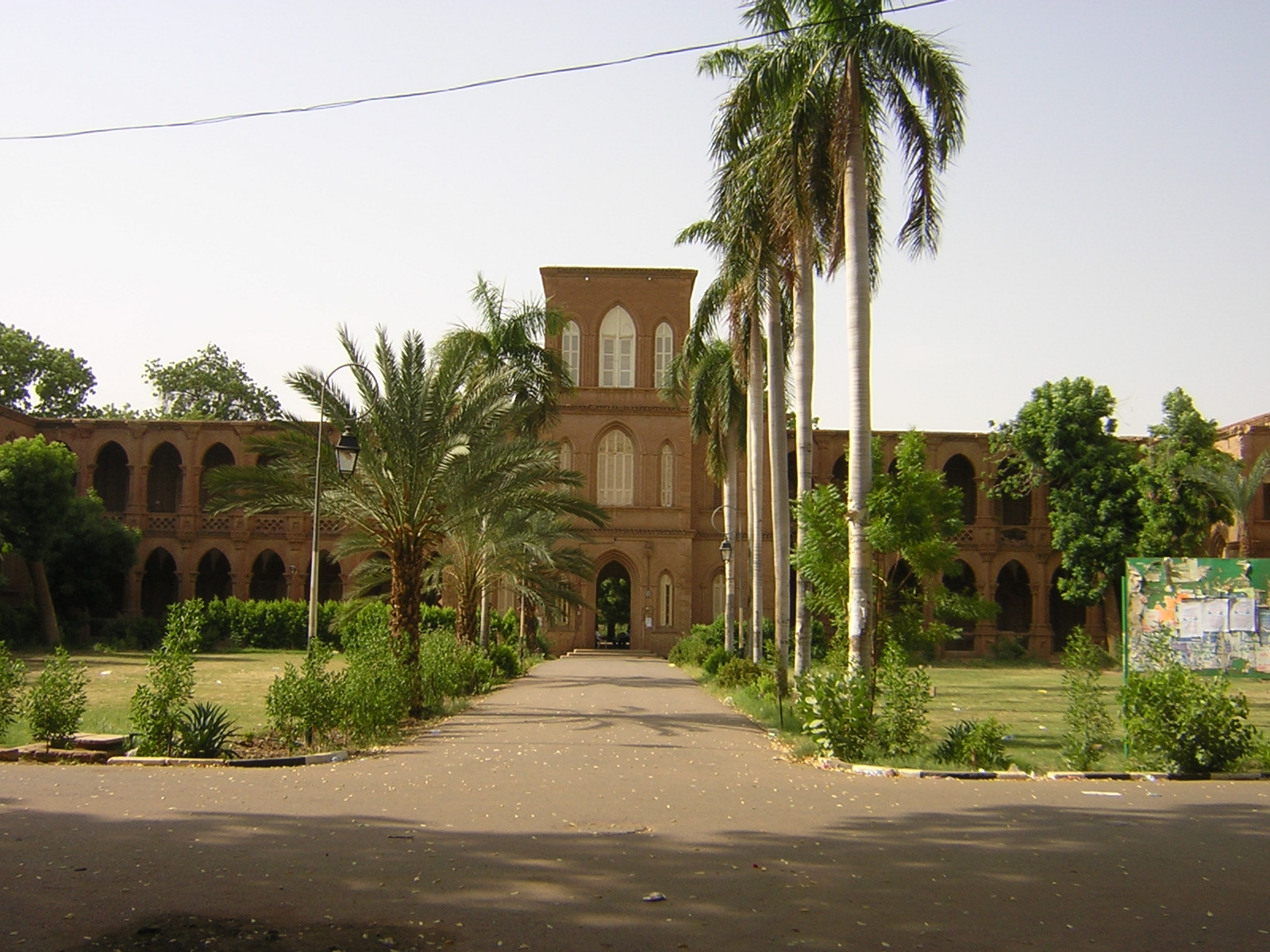
Пальмова алея та британська колоніальна будівля факультету природничих наук

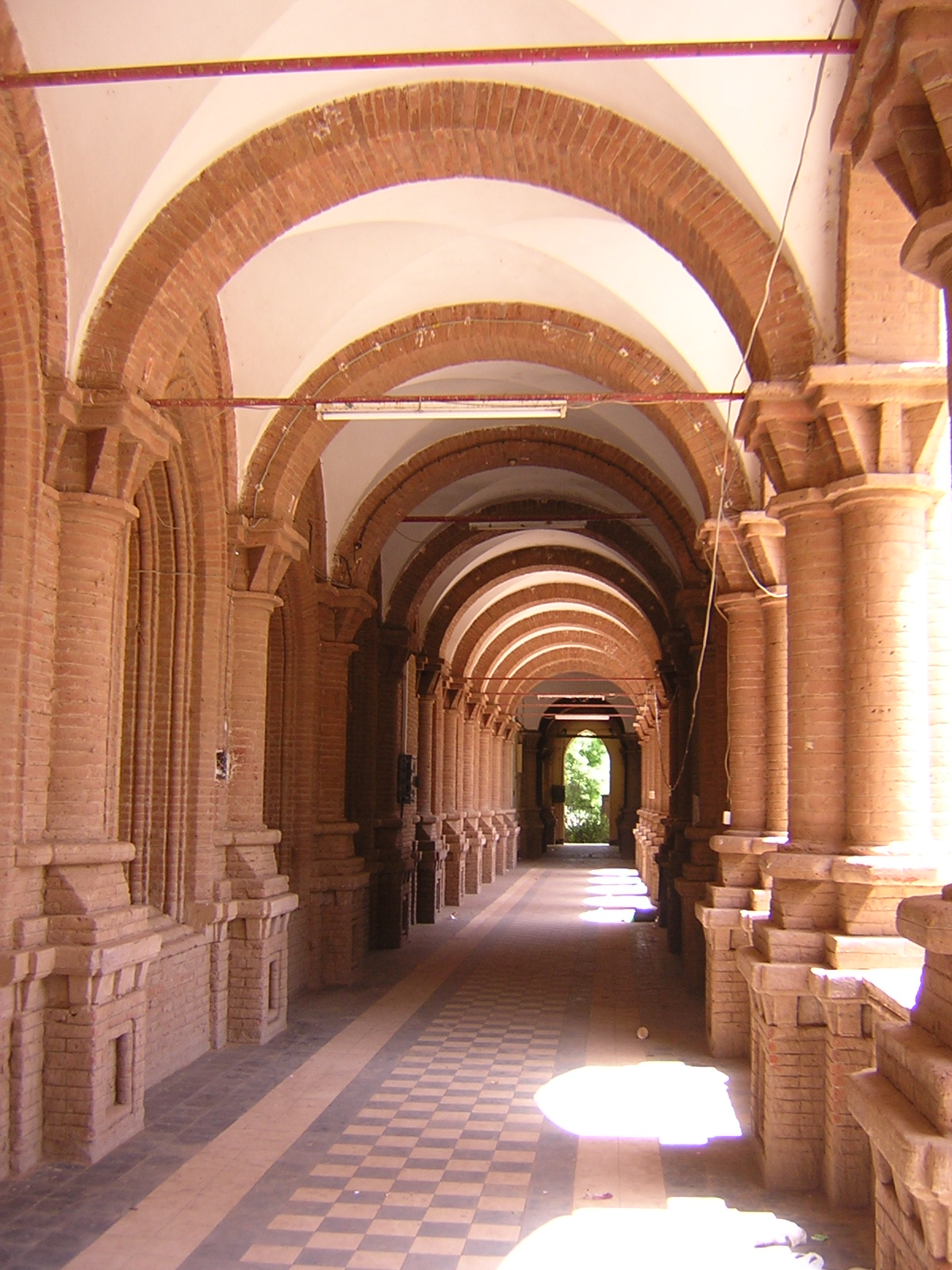
Аркада на факультеті природничих наук

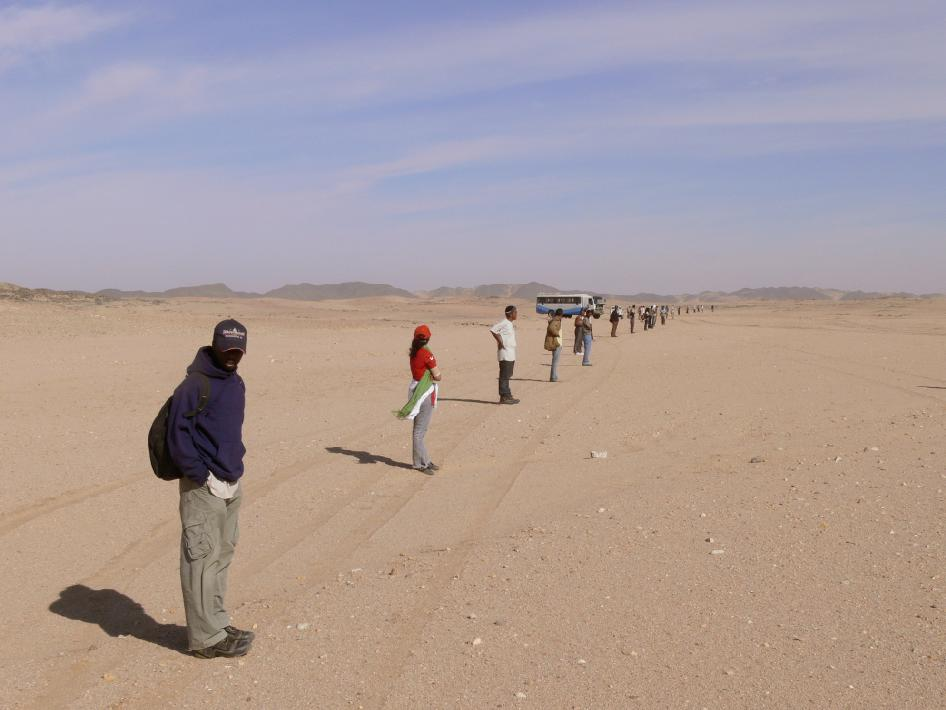
Студенти і співробітники університету обшукують пустелю в пошуках уламків метеорита Альмахата Сітта

Університет включає кілька кампусів:
- Центральний кампус у центрі Хартума.
- Медичний кампус на півночі центральної частини Хартума.
- Кампус сільського господарства та ветеринарії в місті Шамбат[ar] в Північному Хартумі[7].
- Кампус педагогічного факультету в Омдурмані, в 15 км від центрального кампусу.
- Кампус Суба (факультет медичних лабораторних наук, лікарня Суба) в 20 км на південь від Хартума.
- Кампус наук про менеджмент в центрі Хартума.

## Дослідницькі центри
В університеті діє ряд спеціалізованих дослідницьких центрів та інститутів:
- Інститут ендемічних захворювань
- Інститут арабської мови професора Абдалли Ельтайєба
- Інститут африканських та азійських досліджень
- Будівельно-дорожній науково-дослідний інститут
- Інститут досліджень розвитку
- Центр дослідження міцетоми[en]
- Інститут досліджень довкілля
- Науково-дослідний центр матеріалів і нанотехнологій

## Видатні співробітники й випускники
Майкл Грант, британський історик, був віцеканцлером університету з 1956 по 1958 рік.
Хартумський університет закінчили колишній президент Судану Ібрагім Абуд Ахмед, віцепрезидент Джон Гаранг, прем'єр-міністри Абдалла Хамдок та Бабікер Авадалла.